# Densidad óptica
La densidad óptica, a menudo llamada absorbancia, es una magnitud física que define en qué medida un material impide el paso de luz a una determinada longitud de onda. Está dada por la expresión:
{\displaystyle DO_{\lambda }=\log _{10}\left({I_{0} \over I}\right)}
Donde:
{\displaystyle I_{0}} = Intensidad del rayo de luz incidente
{\displaystyle I} = intensidad del rayo de luz transmitido
La densidad óptica es, por tanto, una magnitud adimensional. 
Puede observarse que el valor en el logaritmo es la inversa de la transmitancia,
{\displaystyle T={I \over I_{0}}}
Por ello, cuanto mayor sea la transmitancia, menor será la densidad óptica. 
De acuerdo con la ley de Beer-Lambert, el cociente de intensidades en el logaritmo está relacionado exponencialmente con la distancia que recorre la luz dentro del material. Por tanto, mientras que la transmitancia varía de forma exponencial con el grosor del material a través del cual viaja la luz, la densidad óptica tiene una dependencia lineal. En parte por eso la densidad óptica es la magnitud que miden los espectrofotómetros, habitualmente utilizados para obtener la absorción óptica de un material. Además, desde el punto de vista de la medida, la presencia del logaritmo hace que la densidad óptica sea más sensible a cambios en la capacidad absorbente del material que el simple cociente de intensidades.
La densidad óptica se utiliza con este nombre en fotografía, espectroscopia y óptica. Por ejemplo, es el parámetro más utilizado para definir el grado de opacidad de filtros ópticos o de gafas de protección láser. Sin embargo, en otras áreas del conocimiento aparece más a menudo con el nombre de absorbancia.

## Ambigüedad en la nomenclatura
El término "densidad óptica" aparece habitualmente así citado en textos fundamentales de espectroscopia óptica. Sin embargo, otras fuentes se refieren a este parámetro con el nombre de absorbancia. Por ejemplo, en oceanografía la recomendación es llamar a este término absorbancia, y abreviarlo DO, o simplemente, D. En química, en cambio, es costumbre llamarlo absorbancia y abreviarlo como A, y es muy frecuente su uso para determinar la concentración de un soluto en un disolvente. Esta nomenclatura, no obstante, entra en conflicto con otro concepto de la física, a menudo llamado absortancia o, de nuevo, absorbancia, y habitualmente abreviado también como A. En parte por este motivo, el término densidad óptica se mantiene en muchos contextos.  
Es también habitual el uso del nombre "densidad óptica" cuando el proceso de esparcimiento es relevante.  En este proceso parte de los fotones que llegan a la muestra se redirigen en todas las direcciones del espacio. Cuando esto ocurre, la luz es atenuada a la vez por la absorción y el esparcimiento, y ambos quedan incluidos en la densidad óptica. 
Generalmente esto ocurre en muestras heterogéneas, como es el caso de líquidos que presentan turbidez, como la leche; o en suspensiones de partículas, como las dispersiones de células o bacterias habituales en biología.  Es también el caso en medidas de visibilidad en meteorología o en pistas aeroportuarias, en los que la medida se realiza también a través de la densidad óptica, pero habitualmente mediante el uso de un transmisómetro.

## Relación con otras magnitudes
La densidad óptica depende del grosor de la muestra caracterizada y no sólo de su composición. Por este motivo, no sirve para caracterizar un material de forma general.   
Para generalizar el dato, se requieren parámetros independientes del tamaño de la muestra. El más común es el coeficiente de atenuación (también llamado de extinción), α, que es el factor exponencial que aparece en la ley de Beer-Lambert. Cuando la muestra es homogénea y el proceso de esparcimiento despreciable, el coeficiente de atenuación pasa a llamarse coeficiente de absorción. A menudo, para diferenciar qué procesos físicos se están incluyendo, se añaden subíndices a la nomenclatura. Es decir, se llama {\displaystyle \alpha _{a}} al coeficiente de absorción y {\displaystyle \alpha _{e}} al coeficiente de atenuación (o extinción). En cualquier caso, se relaciona con la densidad óptica según  
{\displaystyle \alpha ={2,3026(DO_{\lambda }) \over d}}
Aquí, {\displaystyle d} es la distancia que recorre la luz dentro del material al realizar la medida. El valor numérico en la fórmula se debe a que {\displaystyle DO_{\lambda }} está definida en un logaritmo en base 10, mientras que {\displaystyle \alpha } está en la ley de Beer-Lambert en una exponencial (por tanto, con base {\displaystyle e}).  
Por último, especialmente en ciencia de materiales, es habitual usar directamente la transmitancia. De acuerdo con las fórmulas anteriores, esta queda definida en función de la densidad óptica como
{\displaystyle T=10^{-DO}}